# Карлійчук Ярослав Васильович
Яросла́в Васи́льович Карлійчу́к, псевдо Малий, (7 серпня 1996 року, с. Черепківці, Глибоцький район, Чернівецька область  — 12 квітня 2021 року, с-ще Шуми, Торецька міська громада, Бахмутський район, Донецька область) — старший солдат 109-го окремого гірсько-штурмового батальйону 10-ї окремої гірсько-штурмової бригади Збройних сил України, учасник російсько-української війни.

## Із життєпису
По закінченню середньої школи в Черепівцях працював охоронцем у Чернівцях. Мати працює у військовому шпиталі, батько помер. З 18-ти років намагався потрапити на фронт, у Збройних силах — з 19-річного віку, двічі підписував контракт. Планував все життя присвятити військовій справі.
Учасник Антитерористичної операції на сході України та Операції об'єднаних сил на території Донецької та Луганської областей з 2016 року. Брав участь у боях за Мар'їнку.
31 жовтня 2020 року одружився з дівчиною з Херсонщини.
Загинув 12 квітня 2021 року під час ворожого обстрілу позицій ЗСУ біля селища Шуми, що під Горлівкою.
Похований 16 квітня у рідних Черепківцях. Залишились мати, троє сестер, дружина та син.

## Нагороди та вшанування
- Указом Президента України № 202/2021 від 20 травня 2021 року «за особисту мужність і самовіддані дії, виявлені у захисті державного суверенітету та територіальної цілісності України» — нагороджений орденом «За мужність» III ступеня (посмертно)[2].